# Johann Forster
Johann Forster, teljes nevén: Johann Reinhold Forster (Dirschau, Királyi Poroszország, 1729. október 22. – Halle a.d. Saale, 1798. december 9.) német református (kálvinista) lelkész és természettudós. Tudományos pályafutása: Természettudomány, néprajz. Hivatalos botanikai szerzőjének rövidítése: „J.R.Forst.“.
Johann Reinhold Forster hozzájárult Európa és Észak-Amerika korai ornitológiájához. Leginkább James Cook második csendes-óceáni útjának természettudósaként ismert, ahová fia, Georg Forster is elkísérte. Ezek az expedíciók elősegítették Johann Reinhold Forster karrierjét, és a felfedezések a gyarmati szakmaiság alapkövévé váltak, és hozzájárultak az antropológia és az etnológia későbbi fejlődésének megalapozásához. Emellett megteremtették a keretét annak az általános aggodalomnak, hogy a fizikai környezetnek az európai gazdasági terjeszkedés érdekében történő megváltoztatása milyen hatással lesz az egzotikus társadalmakra.

## Életpályája
Forster családja a skóciai Forrester lordoktól származott, ahonnan dédapja kivándorolt, miután Oliver Cromwell uralkodása alatt sok más skóttal együtt elveszítette vagyona nagy részét. Maga Forster a lengyel koronához tartozó Dirschau (Tczew) városában született, nyelveket és természetrajzot tanult a berlini Joachimsthal gimnáziumban, teológiát a hallei egyetemen, majd protestáns lelkészként szolgált Mokry Dwór (Nassenhuben) pomerán vajdaságban. Feleségül vette unokatestvérét, Nikolai Erzsébetet. Több gyermekük született, köztük egy fiú, Georg Forster és egy lány, Virginia Viktória.
1765-ben elfogadta az orosz kormány ajánlatát, hogy ellenőrizze a Volga partján, Szaratov tartományban alapított új kolóniákat és készítsen jelentést róluk. 1765-ben ingerlékeny természete miatt hamarosan nehézségekbe keveredett az orosz kormánnyal, és a következő évben Georggal (a nyolc gyermek közül a legidősebbel, akik közül heten túlélték a gyermekkort) Angliába ment, és a természetrajz tanára lett a Lancashire állambeli Warringtonban.
Három évig tanított a disszonáns Warrington Akadémián, Joseph Priestley utódjaként. Forster heves természete miatt kénytelen volt lemondani erről a kinevezéséről, majd fiával Londonba költözött, ahol fordításokkal kerestek bizonytalan megélhetést. 1771-ben kiadta az Észak-Amerika állatainak katalógusát, amelyben felsorolta a régió emlőseit, madarait, hüllőit, halait, rovarait, pókszerűségeit és rákjait, és amelynek köszönhetően 1772-ben a londoni Királyi Társaság tagjává választották. 1772-ben lett a Londoni Királyi Társaság tagja.
Amikor Joseph Banks az utolsó pillanatban visszalépett Cook második útjának természettudósaként, Forstert és fiát Georg-ot nevezték ki a megüresedett pozíció betöltésére. 1772 júliusában kihajóztak a Resolution nevű hajóval, és 1775 júliusában tértek vissza Angliába. Egy fokvárosi megálló során Forster Anders Sparrman-t alkalmazta asszisztenseként.
Mindkét Forster részletes naplót vezetett mindenről, amit az út során látott, és kiterjedt gyűjteményt készített mind természettudományi mintákból, mind tárgyi emlékekből. Az utazás utáni első kiadványuk a Characteres generum plantarum című, a Csendes-óceán déli részének botanikájáról szóló könyv volt. Apja naplói alapján Georg 1777-ben kiadta A Voyage Round the World című könyvét. Johan Reinhold Forster kiadta az Observations Made during a Voyage round the World (1778) című kötetét. A könyvből származó bevétel azonban nem volt elegendő az adósságok kiegyenlítésére, és Georgnak az utazáson készült rajzainak nagy részét el kellett adnia Joseph Banksnek. A következő években Forster különféle írói munkákat vállalt, többek között Thomas Pennant Arctic Zoology című művének német fordítását.
Johann Reinhold "Egy világkörüli utazás során tett megfigyelések" (1778) és fiának Georgnak "Egy világkörüli utazás" (1777) című művét. "Az angol "race" szót az emberi sokféleség szinonimájaként használva, a polinéziai kultúra sokféleségét egy lineáris hierarchia szempontjából értelmezik, amely természetesen a fehér európai eszmény felé emelkedik."
1779 novemberében Forstert a hallei Egyetem természettudományi és ásványtani professzorává nevezték ki, és a Hallei Egyetemi botanikus kert igazgatójává, ahol haláláig maradt. Descriptiones animalium című művét, amelyet Cookkal együtt Angliába való visszatérése után egy hónapon belül fejezett be, végül Hinrich Lichtenstein szerkesztette és 1844-ben adta ki.
Forster a Philosophical Transactions of the Royal Society (1772-1773) zoológiával, ornitológiával és ichtiológiával foglalkozó kiadványaihoz írt hozzájárulásai az észak-amerikai zoológia egyik legkorábbi szaktekintélyévé tették.
1780-ban a szentpétervári Orosz Tudományos Akadémia tiszteletbeli tagja lett.
1793-ban az Amerikai Filozófiai Társaság tagjává választották.

## Fordítás
Ez a szócikk részben vagy egészben  a   Johann Reinhold Forster című angol Wikipédia-szócikk fordításán alapul.  Az eredeti cikk szerkesztőit annak laptörténete sorolja fel. Ez a jelzés csupán a megfogalmazás eredetét és a szerzői jogokat jelzi, nem szolgál a cikkben szereplő információk forrásmegjelöléseként.